# نیکولای پاتروشف
نیکولای پلاتونویچ پاتروشف (روسی: Никола́й Плато́нович Па́трушев؛ زادهٔ ۱۱ ژوئیهٔ ۱۹۵۱) یک سیاستمدار، افسر امنیتی و افسر اطلاعاتی روسی است که از سال ۲۰۰۸ تا ۲۰۲۴ به‌عنوان دبیر شورای امنیت روسیه فعالیت کرد. او پیش‌از این از سال ۱۹۹۹ تا ۲۰۰۸ به‌عنوان مدیر سرویس امنیت فدرال فعالیت می‌کرد.

## زندگی
پاتروشف در سال ۱۹۵۱ در سن پترزبورگ بدنیا آمد. او پسر یک افسر نیروی دریایی شوروی است که همچنین عضو حزب کمونیست اتحاد شوروی نیز بود.او در سال ۱۹۷۴ از مؤسسه کشتی سازی لنینگراد فارغ‌التحصیل شد و در ابتدا به عنوان مهندس در قسمت طراحی کشتی سازی مشغول بود اما خیلی زود توسط کا.گ. ب استخدام گردید.
پاتروشف در دوره‌های اطلاعاتی و امنیتی مدارس کا.گ. ب در مینسک حضور یافت و سپس به آکادمی اف‌اس‌بی رفت. در ابتدا او یک افسر امنیتی کا.گ. ب در شهر لنینگراد بود سپس رئیس مبارزه با قاچاق و مبارزه با فساد داخلی کا.گ. ب گردید.
پس از فروپاشی اتحاد جماهیر شوروی، پاتروشف کار در قسمت امنیتی را ادامه داد و از سال ۱۹۹۲ تا ۱۹۹۴ وزیر امنیت جمهوری کارلیا بود. اگر چه در سال ۱۹۹۴ به مسکو منتقل شد و به عنوان رئیس اداره امنیت داخلی شروع به خدمت کرد.
در ژوئیه ۱۹۹۵، پاتروشف معاون رئیس سازمان فساد اداری و بازرسی گردید. در ماه مه و اوت ۱۹۹۸ رئیس اداره کنترل کارکنان ریاست جمهوری شد و در اوت و اکتبر همان سال او معاون دفتر ریاست جمهوری گردید. در اکتبر ۱۹۹۸، معاونت فساد اداری و ریاست اداره امنیت اقتصادی را عهده‌دار گردید. در ۱۹۹۸ رئیس‌جمهور بوریس یلتسین، او را به سمت مدیر، جایگزین دوست نزدیک خود ولادیمیر پوتین کرد.
تحقیقات عمومی دولت انگلیس در سال ۲۰۰۶ در مورد مسمومیت الکساندر لیتویننکو، خبرنگار نشان داد که عملیات کشتن این خبرنگار احتمالاً توسط آقای پاتروشف و همچنین تأیید رئیس‌جمهور پوتین بوده‌است.
از سال ۲۰۰۸، پاتروشف، دبیر شورای امنیت روسیه بوده‌است و عضو هییت مشورتی ریاست جمهوری است که تصمیم‌گیری‌های مهم را در مورد امور امنیتی ملی انجام می‌دهد.